# دولیتل (میزوری)
دولیتل (به انگلیسی: Doolittle) یک شهر در ایالات متحده آمریکا است که در شهرستان فلپس، میزوری واقع شده‌است. دولیتل ۶٫۹۴ کیلومتر مربع مساحت و ۶۳۰ نفر جمعیت دارد و ۳۰۶ متر بالاتر از سطح دریا واقع شده‌است.